# Diana Głownia
Diana Monika Głownia (ur. 27 marca 1987 w Kielcach) – polska urzędniczka państwowa i nauczycielka akademicka, w 2025 podsekretarz stanu i rzecznik prasowy w Kancelarii Prezydenta RP.

## Życiorys
Córka Sławomira i Anny. Ukończyła politologię na Uniwersytecie Jana Kochanowskiego w Kielcach oraz prawo w Wyższej Szkole Ekonomii, Prawa i
Nauk Medycznych im. prof. Edwarda Lipińskiego w Kielcach. Pracowała jako nauczycielka akademicka na Wydziale Prawa drugiej z tych uczelni, podjęła studia doktoranckie na Wydziale Prawa i Administracji Uniwersytetu Jagiellońskiego. W 2016 została rzecznikiem prasowym wojewody świętokrzyskiej Agaty Wojtyszek. Później od 2020 pracowała jako doradca w Ministerstwie Rodziny, Pracy i Polityki Społecznej oraz dyrektor gabinetu Biura Rzecznika Prasowego Ministerstwa Spraw Zagranicznych.
W 2023 zatrudniona jako dyrektor Biura Prasowego Kancelarii Prezydenta Rzeczypospolitej Polskiej. 3 lutego 2025 została powołana na stanowiska podsekretarza stanu w Kancelarii Prezydenta RP i rzecznika prasowego Prezydenta RP (funkcję nieobsadzoną od 2021, kiedy zrezygnował z niej Błażej Spychalski). 5 sierpnia tego samego roku zakończyła pełnienie tych funkcji.